# حركة الفنون والحرف

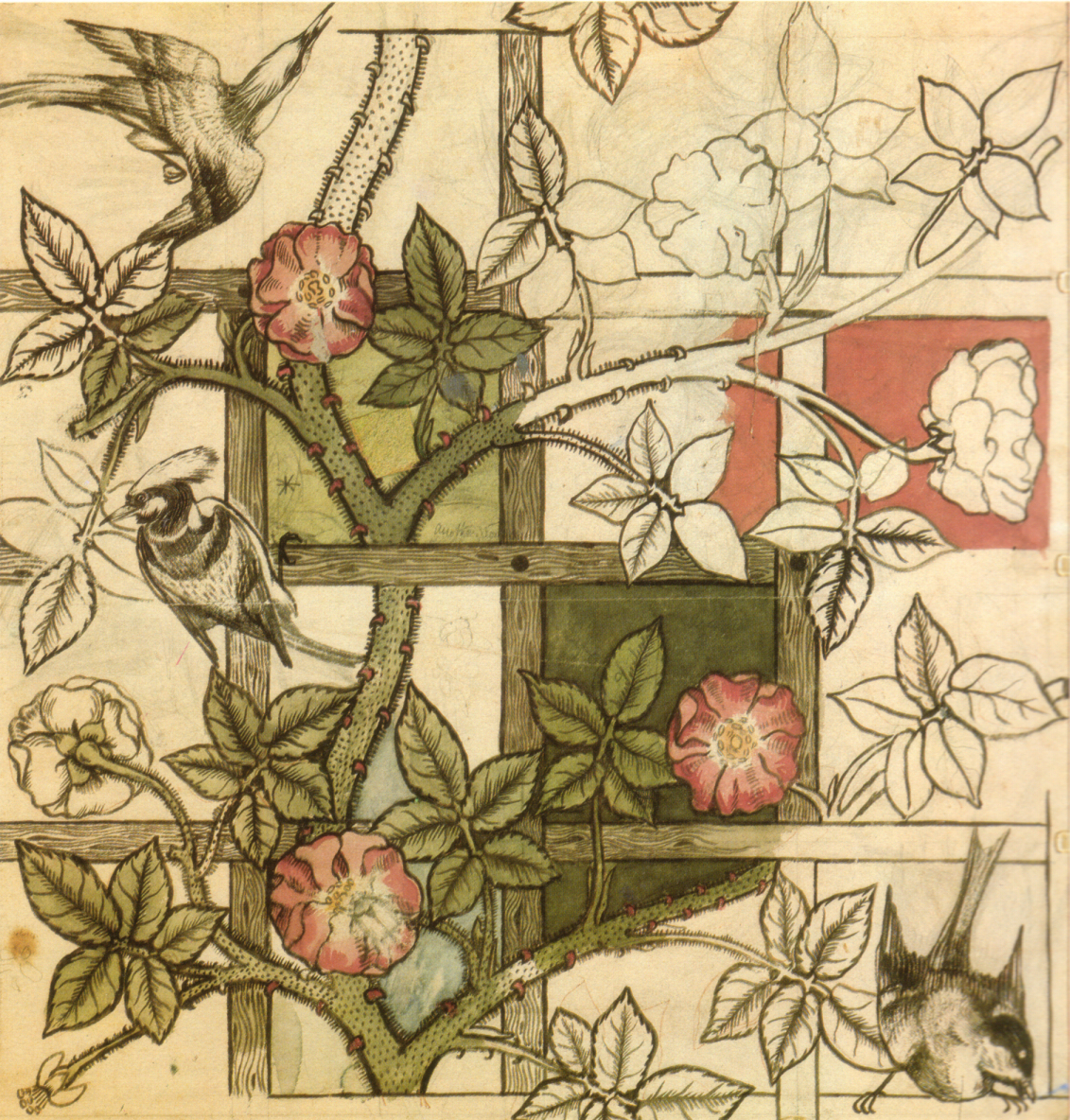
عمل فني لويليام موريس في 1862.

حركة الفنون والحرف (بالإنجليزية: Arts and Crafts movement) حركة فنية إزدهرت في بريطانيا بين 1860 و 1910، خاصة في النصف الثاني من تلك الفترة، واستمر نفوذها حتى الثلاثينات من القرن العشرين. كان يقودها الفنان والكاتب ويليام موريس (1834 - 1896) خلال العقد السادس من القرن التاسع عشر. وكانت مستوحاة من كتابات جون راسكن (1819-1900) وأوغسطس بوجن (1812-1852). وقد تم تطويرها بشكل كامل في بريطانيا، ولكنها انتشرت فيما بعد في أوروبا وأمريكا الشمالية. وقد ظهرت كرد فعل عن الوضع الردئ للفنون الزخرفية في ذلك الوقت. ودعت للإصلاح الاقتصادي والاجتماعي. وكانت عبارة عن تعاون مشترك بين المصممين والمعماريين بحيث تهدف إلى إعادة قولبة التصميم وبالتالي المجتمع من خلال الرجوع إلى الحرف التقليدية وإحيائها.

## الأصول والتأثيرات

### إصلاح التصميم

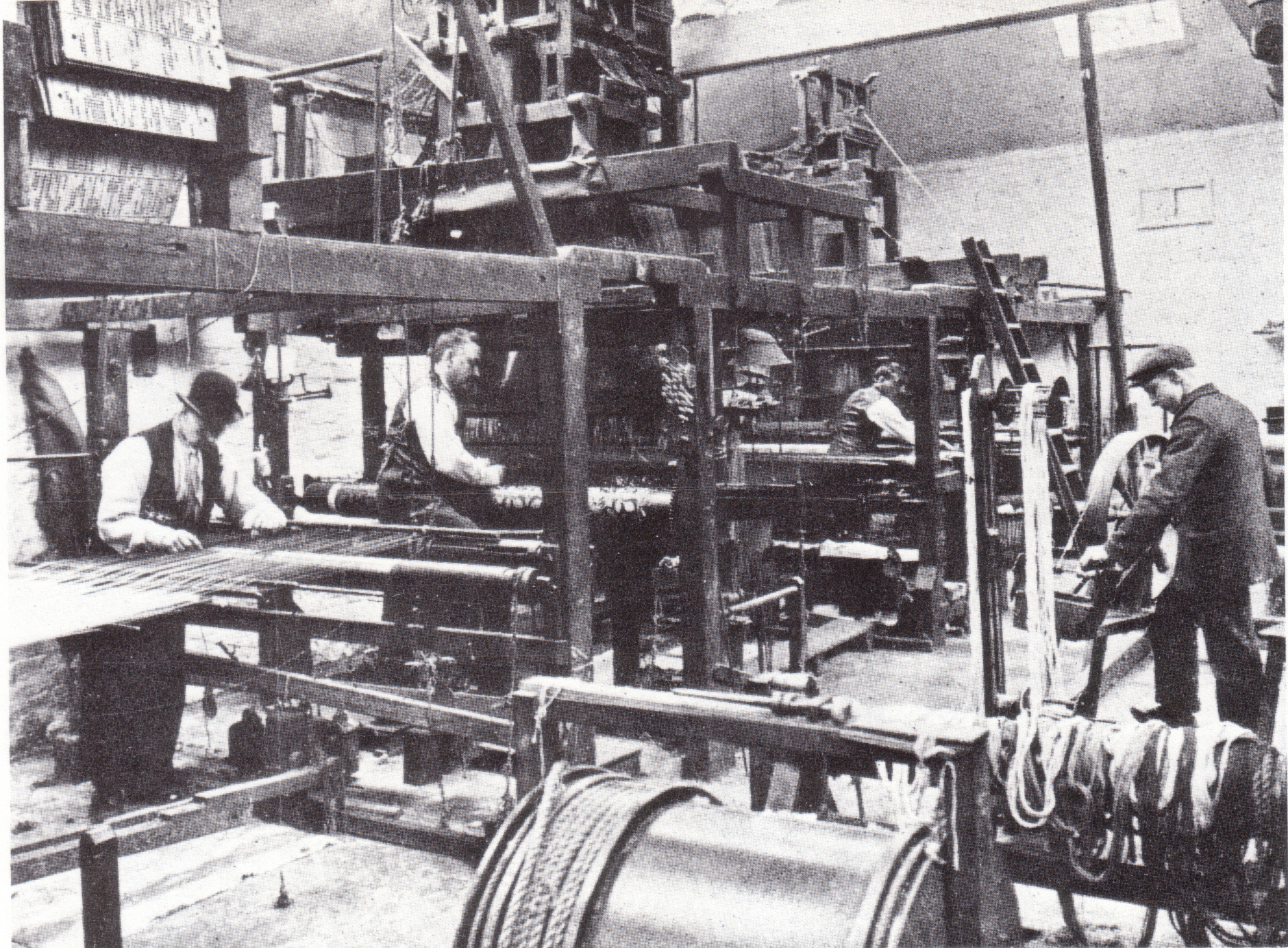
نسج سقيفة في مصنع موريس وشركاه في القرن التاسع عشر.

ظهرت حركة الفنون والحرف من محاولة إصلاح التصميم والديكور في منتصف القرن التاسع عشر في بريطانيا، وجاءت كرد فعل على الانخفاض الملحوظ في المعايير التي ربطها المصلحون بالآلات وإنتاج المصانع. ازداد نقدهم حدة بسبب العناصر التي شاهدوها في المعرض الكبير عام 1851، والتي اعتبروها مزخرفة بشكل مفرط ومصطنعة وتتجاهل صفات المواد المستخدمة. كتب مؤرخ الفن نيكولاس بيفسنر أن المعروضات قد أظهرت «جهلًا بتلك الحاجة الأساسية لإنشاء الأنماط وسلامة السطح»، فضلًا عن «الابتذال بالتفاصيل». بدأ إصلاح التصميم مع منظمي المعرض، هنري كول (1808- 1882) وأوين جونز (1809- 1874) وماثيو ديغبي وايت (1820- 1877) وريتشارد ريدغريف (1804- 1888)، إذ أوقفوا جميعهم الزخرفة المفرطة والأشياء غير العملية أو تلك التي صُنعت بشكل سيء. أجمع المنظمون «على إدانتهم للمعرض». على سبيل المثال، اشتكى أوين جونز من أن «المعماري والمنجد وصابغ الورق والنساج والرسام على الأقمشة والخزاف، عملوا على إنتاج حداثة بلا جمال أو جمال بلا ذكاء». ظهرت العديد من المنشورات التي حددت ما اعتبره الكتاب المبادئ الصحيحة للتصميم، بسبب هذه الانتقادات للسلع المصنعة. حلل تقرير تكميلي عن التصميم (1852) لريتشارد رديدغريف، مبادئ التصميم والزخرفة وطالب «بمزيد من المنطق في تطبيق الزخرفة». سارت أعمال أخرى على نفس المنوال، مثل الفنون الصناعية في القرن التاسع عشر (1853) لوايت، والعلم والصناعة والفن (1852) لغوتفريد سيمبر وتحليل الزخرفة (1856) لرالف وورنام، ودليل التصميم (1876) لريدغريف، وقواعد الزخرفة (1856) لجونز. كان كتاب قواعد الزخرفة الكتاب المؤثر بشكل خاص، وقد وُزع بسخاء كجائزة للطلاب وأُعيد طبعه إلى تسع نسخ بحلول عام 1910.
أعلن جونز أن الزخرفة «يجب أن تكون ثانوية بالنسبة للشيء المزخرف»، وأنه يجب أن يكون هناك «ملائمة بين الزخرفة والشيء المزخرف»، وأن أوراق الجدران والسجاد يجب ألا تحتوي على أي أنماط «توحي بأي شيء سوى البساطة أو اللون الموحد». يمكن تزيين الأقمشة أو ورق الجدران في المعرض الكبير بزخارف طبيعية مصنوعة لتبدو حقيقية قدر الإمكان، إذ أيد هؤلاء الكتاب الزخارف الطبيعية المسطحة والبسيطة. أصر ريدغريف على أن «الأسلوب» يتطلب بنية سليمة قبل الزخرفة، وإدراكًا مناسبًا لجودة المواد المستخدمة. «يجب أن يكون للمنفعة أولوية على الزخرفة».
في جميع الأحوال، فإن مصلحي التصميم في منتصف القرن التاسع عشر لم يذهبوا إلى الحد الذ وصل إليه مصممو حركة الفنون والحرف، فقد اهتموا بالزخرفة أكثر من البناء، وامتلكوا فهمًا كاملًا لأساليب التصنيع، ولم ينتقدوا الأساليب الصناعية على هذا النحو. على النقيض من ذلك، كانت حركة الفنون والحرف حركة إصلاح اجتماعي مثلها مثل إصلاح التصميم، ولم يفصل ممارسوها الرئيسيون بين الاثنين.

### أغسطس ويلبي نورثمور بوغن
تعود بعض من أفكار الحركة لأغسطس ويلبي نورثمور بوغن (إيه. دبليو. إن بوغن) (1812- 1852)، وهو رائد في إحياء العمارة القوطية. على سبيل المثال، دعا إلى الصراحة والواقعية في المواد والبنية والوظيفة، كما فعل فنانو حركة الفنون والحرف. أوضح بوغن ميل النقاد الاجتماعيين لمقارنة أخطاء المجتمع الحديث بالعصور الوسطى، مثل النمو المترامي الأطراف للمدن ومعاملة الفقراء وهو اتجاه أصبح روتينيًا مع راسكين وموريس وحركة الفنون والحرف. وضح كتابه بعنوان التناقضات (1836)، أمثلة عن المباني الحديثة السيئة وتخطيط المدن على النقيض من أمثلة العصور الوسطى الجيدة، ولاحظت كاتبة سيرته الذاتية روز ماري هيل أنه «توصل إلى استنتاجات، بشكل عابر تقريبًا، حول أهمية الحرف اليدوية والتقاليد في العمارة، الأمر الذي تطلب بقية القرن والجهود المتضافرة التي بذلها راسكين وموريس للتوصل إليها بالتفصيل». تصف روز المفروشات الاحتياطية التي خصصها لمبنى في عام 1841، «الكراسي السريعة، وطاولات البلوط»، بأنها «تمثل حركة الفنون والحرف الداخلية في بداياتها».

### جون راسكين
اشتُقت فلسفة الفنون والحرف اليدوية إلى حد كبير من النقد الاجتماعي لجون راسكين، الذي ربط الصحة الأخلاقية والاجتماعية لأي أمة وبين خصائص عمارتها وطبيعة عملها. اعتبر راسكين أن نوع الإنتاج الآلي وتقسيم العمل الذي أُنشئ في الثورة الصناعية هو «عمالة خاضعة»، واعتقد أن المجتمع السليم والأخلاقي يتطلب عمالًا مستقلين يصممون الأشياء التي يصنعونها. اعتقد أيضًا أن الأعمال المصنوعة في المصنع «مخادعة»، وأن العمل اليدوي والحرفية يدمجان الكرامة مع العمل. فضل أتباعه الإنتاج الحرفي على التصنيع وكانوا قلقين بشأن فقدان المهارات التقليدية، لكنهم كانوا أكثر انزعاجًا من تأثيرات نظام المصنع أكثر من قلقهم من الآلات نفسها. كانت فكرة ويليام موريس عن «الحرف اليدوية» في الأساس عملًا بدون أي تقسيم للعمل بدلًا من العمل دون استخدام أي نوع من الآلات.

### ويليام موريس

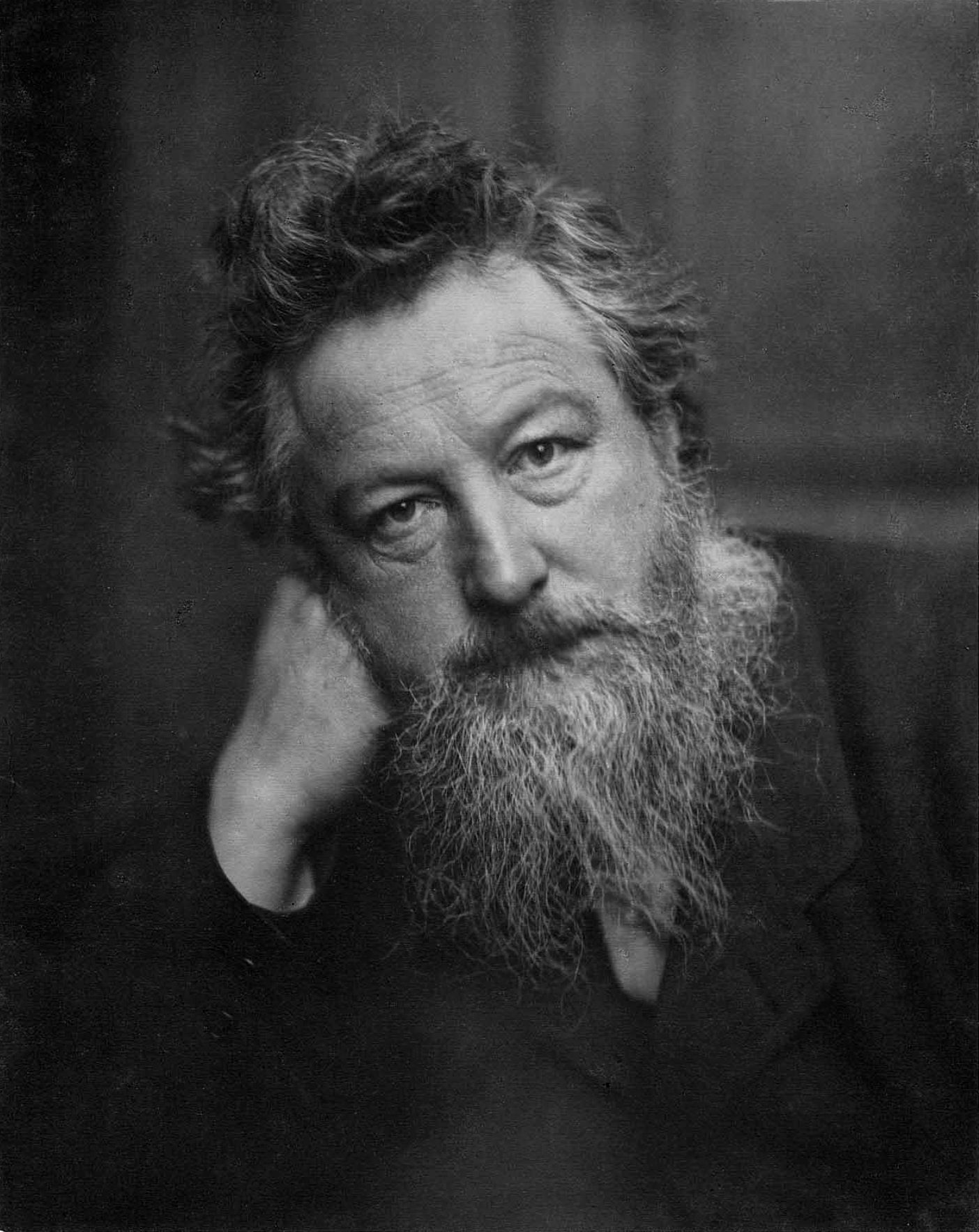
ويليام موريس

كان ويليام موريس (1834- 1896) الشخصية البارزة في التصميم في أواخر القرن التاسع عشر وكان المؤثر الرئيسي على حركة الفنون والحرف. نمت الرؤيا الجمالية والاجتماعية للحركة من الأفكار التي طورها في خمسينيات القرن التاسع عشر مع مجموعة برمنغهام، وهم مجموعة من الطلاب في جامعة أكسفورد بمن فيهم إدوارد بيرن جونز، الذي جمع بين حبه للأدب الرومانسي والتزامه بالإصلاح الاجتماعي. اكتشفت هذه المجموعة في عام 1855 راسكين. وضعت صفة العصور الوسطى التي تجلت في عمل موت آرثر لمالوري المعيار لأسلوبهم المبكر. كانوا يعتزمون على حد تعبير برن جونز، «شن حرب مقدسة ضد العصر».
بدأ موريس بتجربة الحرف المختلفة وتصميم الأثاث والديكورات الداخلية. شارك شخصيًا في التصنيع وكذلك في التصميم الذي شكل السمة المميزة لحركة الفنون والحرف. جادل راسكين بأن فصل فعل التصميم الفكري عن الفعل اليدوي للخلق المادي كان ضارًا من الناحية الاجتماعية والجمالية. طور موريس هذه الفكرة بشكل أكبر وأصر على عدم القيام بأي عمل في ورش العمل الخاصة به قبل أن يُتقن بنفسه التقنيات والمواد المناسبة، بحجة أنه «بدون حرفة إنسانية محترمة ومبدعة، يصبح الناس منفصلين عن الحياة».
بدأ موريس في عام 1861، بصناعة الأثاث والأشياء الزخرفية التجارية، متبعًا بتصاميمه أساليب العصور الوسطى ومستخدمًا الأشكال الجريئة والألوان القوية. استندت تصاميمه إلى النباتات والحيوانات، وكانت منجاته مستوحاة من التقاليد المحلية والعامية الخاصة بالريف البريطاني. تُركت بعض التصاميم غير مكتملة عمدًا، من أجل إظهار جمال المواد والأعمال الحرفية، وبالتالي خلق مظهر ريفي. سعى موريس لتوحيد جميع الفنون المستخدمة في الديكور الداخلي للمنزل، مع التركيز على الطبيعة وبساطة الشكل.

## الخصائص

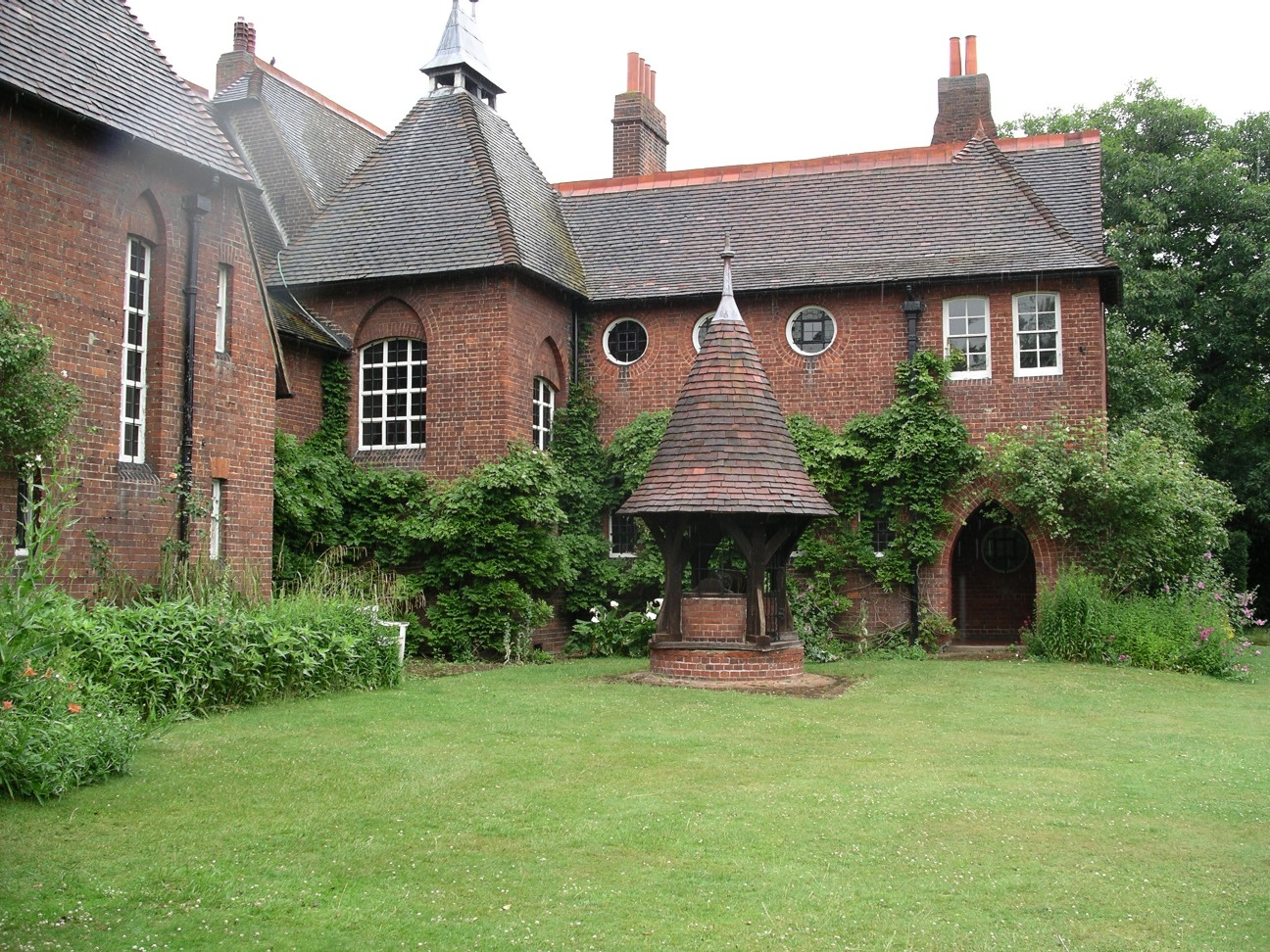
البيت الأحمر، لندن. أحد أعمال ويليام موريس.

من أهم الخصائص التي شملتها: تصميم الأثاث، تصميم المجوهرات، تصميم المنسوجات، تصميم البلاط، تصميم ورق الجدران، تصميم الأقمشة. كان روادها يدعون إلى البساطة، والخدمية، والمناسبة. وقد تميزت باستخدام الصادق للخامات وأساليب الإنشاء، واستخدام موتيفات مستوحاة من الطبيعة، والالتزام الصادق لأصول وأساسيات الحرف وليس للإنتاج الممكنن، والدعاية للديمقراطية والوحدة الاجتماعية من خلال استخدام الحرف والتصميم للأدوات للتغيير الاجتماعي، تجزئة خطوات التصنيع، كما دعت إلى البساطة والوظيفية والملاءمة.

## رواد الحركة
- ويليام موريس (William Morris)
- أغسطس ويلبي نورثمور بوجن (Augustus Pugin)
- جون راسكن (John Ruskin)
- ويليام ليثابي (William Lethaby)
- تشارلز آشبي (Charles R. Ashbee)
- جوستاف ستيكلي (Gustav Stickly)
- تشارلز ليمبرت (Charles P. Limbert)

## وصلات خارجية
- جمعية الحرف والفنون
- منظور حرفي لفنون العمارة والحرف